# ナット・ヘントフ
ナット・ヘントフ（Nat Hentoff、1925年6月10日 - 2017年1月7日）は、小説・ジャズ評論・短編・コラムなどに活躍したアメリカ合衆国のジャズ評論家、作家、コラムニスト。

## 人物
1952年に雑誌『ダウン・ビート』のライターとしてジャズ評論を書き始める。自分の雑誌『ジャズ・レビュー』(The Jazz Review) を立ち上げ、『ウォールストリート・ジャーナル』や『ヴィレッジ・ヴォイス』にコラムを執筆。公民権運動にも関わる。

## 主な作品
- 『ジャズ・カントリー』（木島始訳、晶文社） 1966年、のち講談社文庫 1978年
- 『ペシャンコにされてもへこたれないぞ!』（片桐ユズル訳、晶文社） 1971年
- 『私の話を聞いてくれ - ザ・ストーリー・オヴ・ジャズ』（ナット・シャピロ共編著、新納武正訳、筑摩書房） 1976年
- 『ぼくらの国なんだぜ』（片桐よう子訳、晶文社、ダウンタウン・ブックス） 1980年
- 『この学校にいると狂っちゃうよ』（片桐よう子訳、晶文社、ダウンタウン・ブックス） 1981年
- 『ジャズ・イズ』（志村正雄訳、白水社） 1982年
- 『誰だ ハックにいちゃもんつけるのは』（坂崎麻子訳、集英社文庫、コバルトシリーズ） 1986年
- 『ボストン・ボーイ - ナット・ヘントフ自伝』（木島始, 河野徹訳、晶文社） 1989年
- 『ジャズに生きる ナット・ヘントフ集』（堀内貴和訳、東京書籍、アメリカ・コラムニスト全集17） 1994年
- 『アメリカ、自由の名のもとに』（藤永康政訳、岩波書店） 2003年
- 『消えゆく自由 - テロ防止に名をかりた合衆国憲法への無制限な攻撃』（松本剛史訳、集英社） 2004年